# بلتانيا
بلتانيا هو مهرجان سنوي يقام في كولورادو بالولايات المتحدة الأمريكية، يحتفل به سنوياً مما بين 450 إلى 750 شخصًا، ويصنف المهرجان، الذي يعرف محلياً أيضاً باسم عيد العمال، على أنه موسيقي، حيث يضم عدة أيام من العروض الموسيقية المتنوعة، ويعد أيضاً ملاذاً روحياً يركز على الوعي بالأرض والحركة الروحانية الحديثة القائمة على الطبيعة.

## التاريخ
يعود تاريخ احتفال"بلتان" إلى إلى عصور ما قبل المسيحية، وكان مهرجان ناري يحتفل بالنصف المشرق من العام. تقليديا ، تضاء نار الابتهاج للإشارة إلى عودة قوية للشمس ، فيما يرقص المحتفلون حول العمود الذي يرمز إلى الخصوبة. ورغم أن هناك الكثير من التاريخ والتقاليد والأنشطة والرمزيات المرتبطة ببلتان، إلا أن بيلتانيا ليست مصممة لإعادة تمثيل تلك الطقوس. وعوضاً عن ذلك أصبح المهرجان نمط حديث لتقليد عيد العمال. يتم تمثيل الطقوس والاحتفالات الروحية والدينية لمجموعة واسعة من تقاليد تكريم الأرض والميتافيزيقية وغيرها من التقاليد البديلة في بلتانيا، بما في ذلك المشي في المتاهة ، واليوغا ، وكذلك الطقوس الانتقائية والتقليدية.

## من 2008 - 2019
في عام 2008 ، تم تأسيس المهرجان من قبل منظمة غير ربحية مقرها دنفر، وهي تصدّر العديد من الضيوف وفناني الأداء المعروفين محليًا ودوليًا في بلتانيا، وفي عام 2009 ، جرت محاولة لتسجيل رقم قياسي في كتاب غينيس للأرقام القياسية لأكبر "رقصة مايو" على الأرض ، مع 196 شريطًا. عادةً ما يكون طول "رقصة مايو" من 20 إلى 30 قدمًا في بلتانيا ويشتمل على 50-100 شريطا.
طوال المهرجان ، تتخلله الاحتفالات ورش عمل مع مذيعين والعديد من المعلمين الموهوبين المحليين وقادة المجتمع المحلي / الإقليمي. تستمر العروض الموسيقية يومي الجمعة والسبت طوال اليوم وحتى المساء. تقرع فيه الطبول ويتم الرقص والهتاف طوال فترة المهرجان وحتى ساعات الصباح الباكر. يتم تتويج "الرجل الأخضر" و "الملكة" كل عام كرمز للجوانب الذكورية والأنثوية للإله.
كما أصبح بلتانيا حدثاً سنوياً رئيسياً لجمع التبرعات لكنسية "حياة الأرض" وهي كنيسة غير ربحية في دنفر ، ومن عام 2010 إلى عام 2017 ، استضافة الكنسية بلتانيا مع ميثاق شمال كولورادو للنهر (المعروف أيضًا باسم NCCR). في عام 2019 ، أعلن مهرجان بلتانيا أنه سيكون عامهم الأخير للمهرجان 